# 布赖恩·厄拉赫
布萊恩·厄拉克（英語：Brian Urlacher，1978年5月25日—），美式足球线卫，效力于国家橄榄球联盟的芝加哥熊队。他大学时在新墨西哥大学灰狼队打球。2000年选秀中被熊队于第一轮第9顺位选中，此后便一直在此效力。
厄拉克被认为是联盟中最有效率的防守球员。2000年获得NFL年度新秀奖（NFL Rookie of the Year Award）后，他八次入选明星碗，并曾于2005年获评为NFL年度防守球员。他是球队中最受欢迎的球员之一，还曾为多家公司代言。世嘉出品的游戏NFL 2K3中以他作为封面人物，耐吉、麦当劳、Old Spice、Vitamin Water等也都曾请他代言电视广告等宣传品。